# Анновская сельская община
Анновская сельская община (укр. Ганнівська сільська громада) — территориальная община в Новоукраинском районе Кировоградской области Украины.
Административный центр — село Анновка.
Население составляет 4074 человек. Площадь — 295,05 км².
Община создана 30 апреля 2017 года, путём объединения территорий Анновского, Григоровского и Шишкинского сельских советов Новоукраинского района. В 2020 году в общину также вошли Кропивницкий и Приютовский сельсоветы.

## Населённые пункты
В состав общины входит 14 сёл:
- Анновка
  - Громуха
  - Шутенькое
  - Юриевка
- Григоровский старостинский округ:
  - Григоровка
  - Караказелевка
- Кропивницкий старостинский округ:
  - Вольные Луки
  - Кропивницкое
  - Трудолюбовка
- Приютовский старостинский округ:
  - Вьюнки
  - Куликова Балка
  - Приют
- Шишкинский старостинский округ:
  - Островка
  - Шишкино